# Adiemus: Songs of sanctuary
Songs of sanctuary is een album van Adiemus uit 1995.
Alle nummers worden gezongen door Miriam Stockley en uitgevoerd door het London Philharmonic. De composities zijn van de Welsh componist Karl Jenkins.

## Singles van dit album
- Adiemus NL #18
- Kayama NL #tip